# Федеральный резервный банк Миннеаполиса

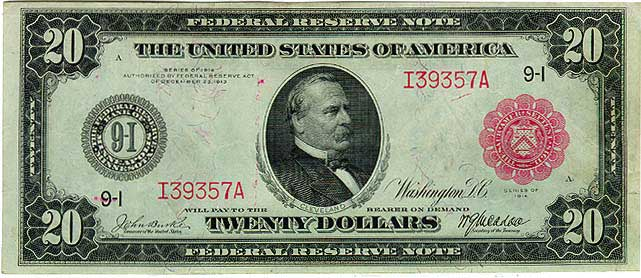
20 долларов 1914 года, выпущенные Федеральным резервным банком Миннеаполиса

Федеральный резервный банк Миннеаполиса (англ. Federal Reserve Bank of Minneapolis; Minneapolis Fed) — один из двенадцати федеральных резервных банков США, образующих Федеральную резервную систему, расположенный в Миннеаполисе (Миннесота) и отвечающий за Девятый округ Федерального резерва (включающий: Миннесоту, Монтану, Северную и Южную Дакоту, северо-западную часть Висконсина и верхний полуостров Мичигана). С 8 октября 2009 новым Президентом банка назначен профессор Университета Миннесоты Нараяна Кочерлакота.
Единственный филиал банка открыт в 1921 году в городе Хелена (Монтана).
ФРБ Миннеаполиса традиционно тесно взаимосвязан с экономическим факультетом Университета Миннесоты, так, например, Эдвард Прескотт, лауреат Нобелевской премии по экономике 2004 года, долгое время работал в обоих учреждениях. Двенадцатый Президент банка — Нараяна Кочерлакота — до своего назначения преподавал и вёл исследовательскую работу в университете (с 2005 года), а также (с 1999 года) был консультантом банка.
Банк издаёт журнал «The Region», в котором публикуются как статьи по экономической политике, так и интервью с известными экономистами.

## История банка
Банк был создан 18 мая 1914 года.

## Руководители банка
Банком руководит Президент банка. До Банковского закона 1935 года, которым вводилась должность Президента, в банке работали федеральный резервный агент (англ. Federal Reserve Agent) и управляющий (англ. Governor).

### Федеральные резервные агенты
1. 1914−1924 — Джон Рич (John H. Rich, 1856−1924), одновременно председатель Совета директоров
2. 1924−1933 — Джон Митчелл (John R. Mitchell, 1868−1933), одновременно председатель Совета директоров
3. 1933−1936 — Джон Пейтон (John N. Peyton, 1885−1975), одновременно председатель Совета директоров

### Управляющие (до 1936) / Президенты (с 1936)
1. 1914−1919 — Теодор Уолд (Theodore Wold, 1868−1945)
2. 1919−1926 — Рой Янг (Roy Young, 1882−1960)
3. 1926−1936 — Уильям Джири (William B. Geery, 1867−1949)
4. 1936−1952 — Джон Пейтон (John N. Peyton, 1885−1975)
5. 1952−1957 — Оливер Пауэлл (Oliver S. Powell, 1896−1957)
6. 1957−1965 — Фредерик Деминг (Frederick L. Deming, 1913−2003)
7. 1965−1971 — Хью Гейлуша мл. (Hugh D. Galusha, Jr., 1919−1971)
8. 1971−1976 — Брюс МакЛори (Bruce K. MacLaury, род. 1931)
9. 1977− июль 1980 — Марк Уиллес (Mark H. Willes, род. 1941)
10. 1980−1984 — Джеральд Корригэн (E. Gerald Corrigan, род. 1941)
11. март 1985 − 31 августа 2009 — Гэри Стерн (англ. Gary H. Stern, род. 1944)
12. c 8 октября 2009[1] — Нараяна Кочерлакота (англ. Narayana Kocherlakota)